# LGM-35哨兵洲际弹道导弹
LGM-35哨兵（英語：LGM-35 Sentinel），又称陆基战略威慑（英語：Ground Based Strategic Deterrent），是美国正在研制中的下一代陸基洲际弹道导弹，计划在2029年完成研制，开始替换现役的LGM-30G義勇兵三型洲際彈道飛彈，并预计服役至2075年左右。2020年川普执政时期，波音公司退出竞标后，美国空军与格鲁曼公司达成一项133亿美元的专项协议，用于LGM-35哨兵导弹的研发。格鲁曼公司又将一部分工作外包给洛克希德·马丁、通用动力、比奇特尔、霍尼韦尔、洛克达因航太控股、帕森斯以及德事隆等多个美国军火承包商与武器研发公司。

## 核弹头
LGM-35哨兵将搭载W87-1型热核弹头，以取代现役LGM-30G義勇兵三型洲際彈道飛彈上的W78型核弹。美国空军计划在2028年开始服役GBSD陆基战略威慑计划的核武器，首先将搭载W87-0型热核弹头，并在2030年后使用W87-1型热核弹头。因此即使W87-1型的研发推迟，也不会影响到GBSD的服役。

## 测试
美军计划在犹他州的希尔空军基地以及加利福尼亚州的范登堡太空基地进行LGM-35哨兵的试射工作，目标位于太平洋。部分测试会在犹他州的达格威试验场，以及美军位于马绍尔群岛夸贾林环礁的陆军测试基地进行。